# Río Derwent
El río Derwent (en inglés: Derwent River; en inglés viejo:Darwent) es un río del Reino Unido que discurre por el noroeste de Inglaterra en los condados de Yorkshire del Norte y Yorkshire del Este, con una longitud de 115 kilómetros. Es un afluente del río Ouse.
El Derwent empieza a la altitud de 260 metros en el Flyingdales Moor, en el condado de Yorkshire del Norte, en el parque nacional de los North York Moors. La primera villa al lado del Derwent es Malton, y más tarde Stamford Bridge y el pueblo de  Elvington. Después de Elvington, el Derwent desemboca en Barmby Barrage, cerca del pueblo de Barmby in the Marsh, y se une al Ouse que corre hasta el Humber en el mar del Norte.